# Górzyca, Tỉnh West Pomeranian
Górzyca [ɡuˈʐɨt͡sa] là một ngôi làng (tiếng Đức: Görke an der Rega) tại khu hành chính của Gmina Gryfice, trong Hạt Gryfice, West Pomeranian Voivodeship, ở phía tây bắc Ba Lan. Nó nằm khoảng 8 kilômét (5 mi)   phía bắc Gryfice và 76 km (47 mi) về phía đông bắc của thủ đô khu vực Szczecin.
Trước năm 1637, khu vực này là một phần của Duchy of Pomerania. Đối với lịch sử của khu vực, xem Lịch sử của Pomerania.
Ngôi làng có dân số là 234 người.